# Équitation aux Jeux olympiques d'été de 1976
Navigation
Munich 1972 Moscou 1980
Les épreuves d'équitation aux Jeux olympiques d'été de 1976 à Montréal, dans la province canadienne de Québec, étaient le saut d'obstacles, le dressage et le concours complet, disputées à titre individuel et par équipe.

## Organisation et financement
Initialement, les coûts d’organisation des Jeux avaient été estimés à 23 millions de dollars canadiens. Les coûts réels ont doublé pour atteindre 47 millions CAD. Les coûts des compétitions équestres furent dépassés de plus de 400%.
Deux organismes distincts ont présenté des devis pour la construction des installations pour les événements équestres et le comité d’organisation de Montréal a décidé d’attribuer le contrat à l’estimation la moins chère. Mais le devis initial de 1 million de dollars canadiens s'est finalement transformée en un montant colossal de 4,425 millions de dollars canadiens.
Le stade équestre construit à Bromont, où se tenaient toutes les compétitions équestres, à l’exception de celle de saut d'obstacles par équipe, était toutefois quasi parfait: du côté de la vallée, il y avait des places pour 15 000 spectateurs et de l'autre côté se trouvaient les installations de l'organisation, les médias et les personnalités. Le steeple-chase était à proximité, tout comme le cross-country.
Le programme équestre s'est déroulé sur neuf jours plus deux jours de repos.

## Restrictions vétérinaires
La sévère réglementation vétérinaire, notamment en ce qui concerne la piroplasmose, a eu des conséquences sur la participation de certaines nations : la Pologne et le Chili ne pouvaient absolument pas envoyer de chevaux ; La France et l'Italie ont dû en garder certains chez eux.

## Participation
23 pays participèrent aux compétitions équestres : Argentine, Australie, Autriche, Belgique, Bolivie, Canada, Danemark, France, République fédérale d'Allemagne (RFA), Grande-Bretagne, Guatemala, Irlande, Italie, Japon, Mexique, Pays-Bas, Porto Rico, Russie, Espagne, Suède, Suisse, Uruguay, États-Unis). Le Guatemala et Porto Rico y étaient de nouveaux venus au niveau olympique.
137 couples y prirent part, 61 en saut d'obstacles ; 27 en dressage et 49 en concours complet.

## Première disqualification pour médication interdite
Pour la première fois dans l’histoire olympique de la FEI, il y eut une disqualification pour cause de médication positive. Elle concerna San Carlos, monture du cavalier de l’armée irlandaise Ronald McMahon. Le traitement médical, après une blessure pendant le transport, avait été signalé aux autorités. Mais les règles n'ont souffert aucune exception, une disqualification automatique s'est ensuivie sans aucune sanction supplémentaire.

## Saut d'obstacles
Le concepteur du parcours de saut d'obstacles était Tom Gayford, membre de l'équipe canadienne médaillée d'or en 1968, assisté de Robert Jolicoeur. Les parcours mesuraient 950 m (phase A), 660 m (phase B) et 470 m (barrage). La vitesse était de 400 m / min. Il y avait 15 obstacles et 18 sauts. La rivière faisait 5 m de large. Le plus gros oxer du tour A mesurait 1,55 m / 1,60 m - 2,20 m, les verticaux montaient jusqu'à 1,60 m. Dans la seconde manche, les oxers étaient plus hauts, la verticale la plus haute faisant 1,70 m, mais légèrement plus étroits.
Alwin Schockemöhle, 39 ans, avec Warwick Rex, un Hanovrien âgé de 10 ans, a dominé les épreuves de saut d'obstacles. Dans la compétition individuelle, ils ont réalisé deux tours sans faute pour remporter la médaille d’or devant trois couples avec 12 points de pénalité chacun. En compétition par équipe, dans le stade olympique et devant 55 000 spectateurs, Schockemöhle a écopé de 4 + 8 pénalités, identiques à celles de Hubert Parot et Marcel Rozier de l’équipe française victorieuse, pour mener l’Allemagne à la médaille d’argent par équipe.
La compétition individuelle s’est terminée par une forte averse qui, heureusement, n’a pas endommagé la surface préparée par Herman Duckek, qui a, ensuite, continué à participer à l'organisation jusqu’aux Jeux de Sydney de 2000. Les jours suivants, il a continué à pleuvoir et le drainage de l'eau au stade olympique, situé à 90 km au nord de Bromont, était peu important. Il y eut une discussion sur la délocalisation de l'épreuve par équipe à Bromont. Quand il fut décidé d’utiliser le stade olympique, la dimension du parcours a dû toutefois être réduite.

## Dressage
Christine Stückeberger et Granat, Harry Boldt et Woycek, Riner Klimke et Mehmed étaient pour presque tout le monde les prétendants pour les médailles individuelles. Ils ont gagné mais avec des différences impressionnantes: Granat eut 51 points d'avance sur Woycek  et Woycek encore 40 points d'avance sur Mehmed. Pour les médailles par équipe, presque tout le monde s'attendait à ce que l'Allemagne, la Suisse et l'Union soviétique fassent partie des médaillés. Mais les États-Unis ont réussi à battre les Soviétiques et à remporter la première médaille en dressage pour leur pays depuis 1948.
La reprise du Grand Prix durait 10 minutes et comportait 39 figures. Le nombre maximal de points était de 500 par juge, soit 2 500 points au total. Les 1869 points de Christine Stückelberger donnaient ainsi une moyenne de 74,7%. Dans le Grand Prix Spécial, qui durait 8 minutes et 45 secondes, le total maximum est de 1 950 points; les 1 486 points de Granat correspondent donc à une moyenne76,2%.

## Concours complet
Rita et Silva de Luna, la mère et la fille, faisaient toutes les deux partie de l'équipe du Guatemala. Bill Roycroft, le père âgé de 61 ans, et son fils Wayne, faisaient tous deux partie de l'équipe australienne qui remporta le bronze.
Barbara Kemp y fut la première femme à concevoir un parcours olympique de cross-country.
La longueur totale des épreuves d'endurance était de 27 465 m. Sur les 7 695 m du cross-country, qui contenait 36 obstacles, 3 200 m étaient sur un terrain de golf (obstacles 10 à 25); 900m en forêt, 1300 m sur des routes de gravier et 2300 m sur des prairies.

## Tableau des médailles
| Rang | Pays                 | Médaille d'or | Médaille d'argent | Médaille de bronze | Total |
| 1    | Allemagne de l'Ouest | 2             | 3                 | 2                  | 7     |
| 2    | États-Unis           | 2             | 1                 | 1                  | 4     |
| 3    | Suisse               | 1             | 1                 | 0                  | 2     |
| 4    | France               | 1             | 0                 | 0                  | 1     |
| 5    | Canada               | 0             | 1                 | 0                  | 1     |
| 6    | Belgique             | 0             | 0                 | 2                  | 2     |
| 7    | Australie            | 0             | 0                 | 1                  | 1     |

## Résultats
| Épreuve                     | Or                                                                           | Argent                                                                                      | Bronze                                                                        |
| Dressage individuel         | Suisse Christine Stückelberger                                               | Allemagne de l'Ouest Harry Boldt                                                            | Allemagne de l'Ouest Reiner Klimke                                            |
| Dressage par équipe         | Allemagne de l'Ouest Harry Boldt Reiner Klimke Gabriela Grillo               | Suisse Christine Stückelberger Ulrich Lehmann Doris Ramseier                                | États-Unis Hilda Gurney Dorothy Morkis Edith Master                           |
| Concours complet individuel | États-Unis Edmund Coffin                                                     | États-Unis John Michael Plumb                                                               | Allemagne de l'Ouest Karl Schultz                                             |
| Concours complet par équipe | États-Unis Edmund Coffin John Michael Plumb Bruce Davidson Mary Anne Tauskey | Allemagne de l'Ouest Karl Schultz Herbert Blöcker Helmut Rethemeier Otto Ammermann          | Australie Wayne Roycroft Mervyn Bennet Bill Roycroft Denis Pigott             |
| Saut d'obstacles individuel | Allemagne de l'Ouest Alwin Schockemöhle                                      | Canada Michel Vaillancourt                                                                  | Belgique François Mathy                                                       |
| Saut d'obstacles par équipe | France Hubert Parot Michel Roche Marc Roguet Marcel Rozier                   | Allemagne de l'Ouest Hans Günter Winkler Paul Schockemöhle Alwin Schockemöhle Sönke Sönksen | Belgique Eric Wauters François Mathy Edgar Henri Cuepper Stanny Van Paesschen |